# Husan
Husan – miasto w Palestynie, w muhafazie Betlejem. Według danych Palestyńskiego Centralnego Biura Statystycznego w 2016 roku miejscowość liczyło 6986 mieszkańców.